# Henry Kravis

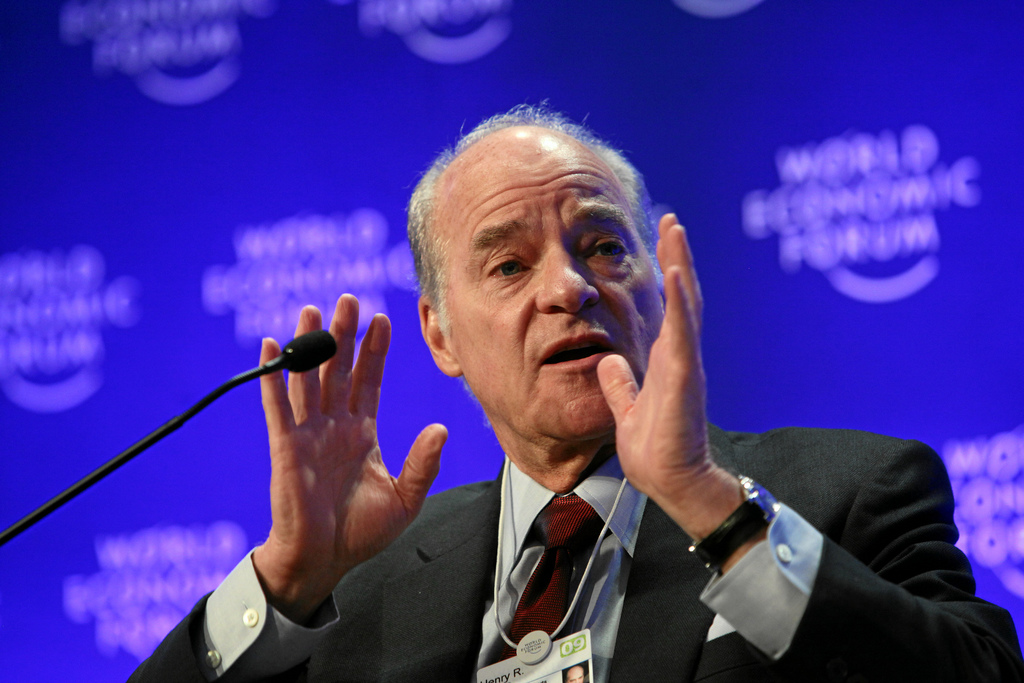
Henry Kravis (2009)

Henry R. Kravis (Tulsa, (Oklahoma) 6 januari 1944) is een Amerikaanse financier, investeerder en filantroop. Hij is bekend van de oprichting van de bekendste private-equityfirma, Kohlberg Kravis Roberts & Co. Kravis heeft een vermogen van ongeveer 2,6 miljard dollar en werd door Forbes in 2006 op nummer 107 gezet van de rijksten der aarde.

## Biografie
Kravis studeerde economie in Claremont (Californië) en haalde zijn MBA in 1969 aan de Columbia University. Hij begon zijn loopbaan bij verschillende kleinere ondernemingen in New York, alvorens hij samen met zijn neef George R. Roberts bij de zakenbank Bear Stearns ging werken. Kravis werkte er onder Jerome Kolhberg.
In 1976 verliet het drietal Bear Stearns en begon de firma Kohlberg Kravis Roberts (KKR). Kravis ontwikkelde er het concept van de leveraged buyout (LBO). Samen met zijn partners kocht hij ondernemingen op die zwak presteerden. Doorgaans investeerde KKR 10% van het aankoopbedrag uit eigen vermogen; de rest werd door beleggers ingelegd in de vorm van hoogrentende obligaties (high yield bonds).
Zodra Kravis een onderneming overnam voerde hij een drastische sanering door waarbij fors in de kosten werd gesneden en overtollige divisies werden verkocht. De nieuwe, efficiëntere onderneming werd daarna tegen een forse winst doorverkocht.
In 1987 nam Kravis het leiderschap van KKR over van Kohlberg. Een jaar later kocht hij voor een toenmalig recordbedrag van bijna 25 miljard dollar RJR Nabisco van de beurs. De overname van dit conglomeraat van Nabisco en R.J. Reynolds Tobacco Company wordt beschreven in het boek Barbarians at the Gate dat in 1993 werd verfilmd door Glenn Jordan, met Jonathan Pryce in de rol van Kravis.

## Privéleven
Kravis is driemaal getrouwd. Hij scheidde begin jaren tachtig van zijn eerste vrouw Helen Diane Shulman. In 1985 trouwde hij met de ontwerpster Caroline Roehm. Dit huwelijk strandde in 1993. Momenteel is Kravis getrouwd met de Frans-Canadese econome Marie-Josée Drouin.

## Trivia
De hoofdpersonen in het boek The Bonfire of the Vanities (het vreugdevuur der ijdelheden) van Tom Wolfe zijn gemodelleerd naar Kravis en zijn toenmalige vrouw Caroline Roehm. In de verfilming van dit boek speelt Tom Hanks de rol van Kravis.